# Bìm lông
Bìm lông (danh pháp: Ipomoea eriocarpa) là một loài thực vật có hoa trong họ Bìm bìm. Loài này được R. Br. mô tả khoa học đầu tiên năm 1810.